# 2019冠狀病毒病澳門疫情相關反應與影響
2019冠狀病毒病澳門疫情相關反應與影響，介紹在2019冠狀病毒病澳門疫情中，在各國家或地區對澳門和澳門本地對應疫情政府不同部門和社會上所作出的反應和影響。

## 2023年
2月27日起，所有在室外地方逗留的人士不要求佩戴口罩。

## 外部連結
- 澳門特別行政區政府新型冠狀病毒感染應變協調中心疫情專頁（页面存档备份，存于） - 疾病預防控制中心 (澳門) []
- 澳門特別行政區政府新型冠狀病毒感染應變協調中心疫情專頁 （页面存档备份，存于）